# Puccinellia tianschanica
Puccinellia tianschanica là một loài thực vật có hoa trong họ Hòa thảo. Loài này được (Tzvelev) Ikonn. miêu tả khoa học đầu tiên năm 1979.